# Gustav Benischke
Gustav Benischke (* 30. September 1867 in Bärn, Mähren; † 31. Oktober 1947 in Berlin-Zehlendorf) war ein mährischer Physiker. Er beschäftigte sich mit elektrischen Phänomenen der Wechselfelder und der Starkstromtechnik.

## Leben

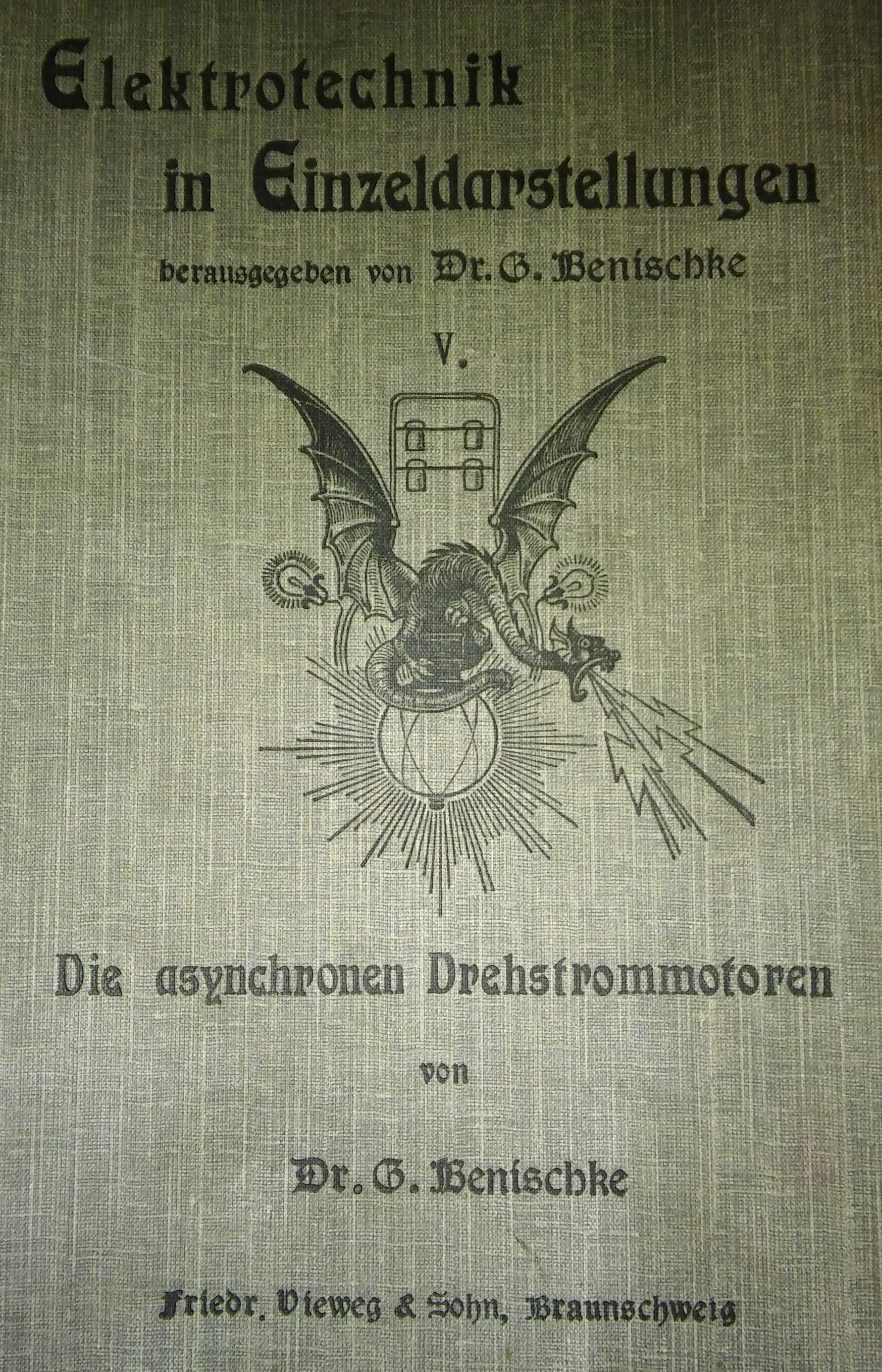

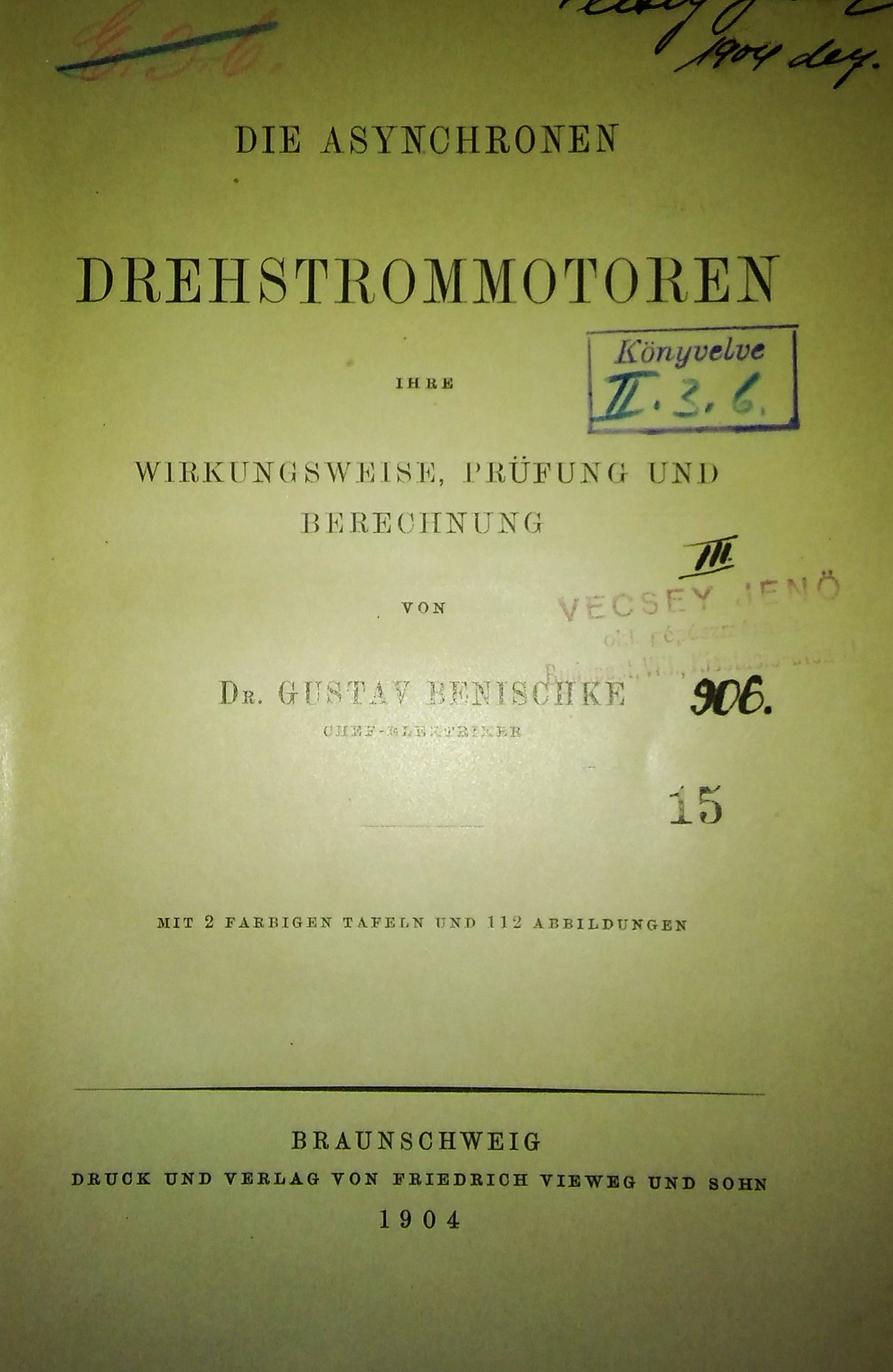

Benischke studierte 1887–1891 Physik in Wien (Dr. phil.) und war danach vier Jahre Assistent an der Universität Innsbruck. In Innsbruck wurde er Mitglied der schlagenden Studentenverbindung Akademischer Gesangsverein. Dem dortigen Technischen Klub hielte er Anfang Mai 1895 einen Vortrag über die „Gleichstrom-, Wechselstrom- und Drehstromanlagen, ihre Vor- und Nachteile“. Im Juli 1895 wurde sein Wechselstrom-Messgerät patentiert. Aufgrund zweier Erfindungen, die ihn zur Elektrotechnik führten, wurde er Ingenieur und nach einem Jahr (1896) Oberingenieur und Vorstand des Laboratoriums der Meßgeräte- und Apparate-Bauabteilung der AEG Berlin, wo in neunjähriger Tätigkeit zahlreiche Erfindungen und wissenschaftliche Arbeiten (71) entstanden. Die von ihm vorgeschlagenen Blindverbrauchszähler fanden Verbreitung bei Großabnehmern.
Auf Veranlassung Adolf Slabys habilitierte er sich an der Technischen Hochschule Berlin, wo er hauptsächlich über Wechselstromtechnik vortrug und 1913 a. o. Professor wurde.
Benischke stand in Korrespondenz mit Arnold Sommerfeld und Berend Wilhelm Feddersen.
1898 erfand er den Stromwandler.
Als promovierter Oberingenieur habilitierte er 1906 für das Lehrfach „Wechselstromtechnik“ an der Technischen Hochschule zu Charlottenburg, an der er auch 1914 noch tätig war.

## Werke
- Eine einfache Brücke zur Messung der Kapazität und des Verlustwiderstandes, Archiv für Elektrotechnik, Band 17, Nr. 4, Springer, Berlin/Heidelberg, 1926.[6]
- Die Transformatoren. Ihre Wirkungsweise, Konstruktion, Prüfung und Berechnung. Friedrich Vieweg und Sohn, Braunschweig 1909.
- Die asynchronen Drehstrommotoren. Ihre Wirkungsweise, Prüfung und Berechnung. Friedrich Vieweg und Sohn, Braunschweig 1904 (archive.org).
- Die asynchronen Wechselfeldmotoren. Kommutator- und Induktionsmotoren. Julius Springer, Berlin 1920, doi:10.1007/978-3-662-26358-7.
- Die Porzellan-Isolatoren. Julius Springer, Berlin 1921.
- Die wissenschaftlichen Grundlagen der Elektrotechnik. 2. Auflage. Julius Springer, Berlin 1907, doi:10.1007/978-3-642-91387-7 (archive.org).
- Die Grundgesetze der Wechselstromtechnik. Friedrich Vieweg und Sohn, Braunschweig 1902.
- Die Schutzvorrichtungen der Starkstromtechnik gegen atmosphärische Entladungen und Überspannungen. Friedrich Vieweg und Sohn, Braunschweig 1911.